# Хејнсвил (Илиноис)
Хејнсвил (енгл. Hainesville) град је у америчкој савезној држави Илиноис.

## Демографија
По попису из 2010. године број становника је 3.597, што је 1.468 (69,0%) становника више него 2000. године.
| Група             | 2000.         | 2010.         |
| Белци             | 1.751 (82,2%) | 2.322 (64,6%) |
| Афроамериканци    | 37 (1,7%)     | 145 (4,0%)    |
| Азијати           | 120 (5,6%)    | 423 (11,8%)   |
| Хиспаноамериканци | 198 (9,3%)    | 606 (16,8%)   |
| Укупно            | 2.129         | 3.597         |